# Na rubu pameti
Na rubu pameti je roman Miroslava Krleže prvi put objavljen 1938. godine u Zagrebu. Drugo izdanje izlazi 1954. Jedini je Krležin roman pisan u prvom licu jednine.
Krleža je napisao roman pod utjecajem Kamovljeve Isušene kaljuže, od koje je preuzeo je pisanje u prvom licu i pristup stvarnim događajima i ljudima za ovaj roman. Krleža kao da je bio zavidan. Premda je najbolje poznavao Kamovljev životopis, sve je učinio da se nikad ne pojavi roman Isušena kaljuža pod čijim je utjecajem napisao Na rubu pameti. Neobjavljivanje Kamovljeva romana bilo je potrajalo sve do njegove smrti 1981. godine.

## Radnja i struktura
Pripovjedač i protagonist je doktor prava koji dolazi u sukob s građanskim zagrebačkim društvom licemjerja kojem je i sam pripadao. Biva izopćen i završava u zatvoru. Zbivanja o kojima pripovijeda se odvijaju kroz dvije godine. Tema je označena na samom početku kao »ljudska glupost«. Roman se sastoji od međusobno slabo povezanih epizoda. Neke uvode paralelna zbivanja vezana uz pojedine likove koji zatim nestaju i prepuštaju mjesto drugima.
Protagonistov sukob s društvom počinje kada moralno osudi industrijalca Domaćinskog kao počinitelja zločina nad seljacima, ali i kao ideološkog predstavnika »društvenih institucija«. Oko Domaćinskog su likovi ovisnika o moći i pripadnika društvene elite, prikazani groteskno i karikirano, ili kao maske i bezlične ljudske lutke. Nasuprot njima su likovi prema kojima pripovjedač gaji simpatije – njegov zatvorski sugovornik Sinek, po zanjimanju inženjer, njegova mladenačka ljubav Vanda, žena iz polusvijeta Jadviga Jesenska, provalnik Matko. Najistaknutije mjesto zauzima zagorski seljak Valent Žganec, zvani Vudriga. U jednom trenutku pripovjedač mu predaje riječ te kroz njegov monolog u roman ulazi »subverzivna« kajkavština, a Valetov lik militantnog nadimka poziva na tradiciju seljačkih buna (Stubičanec!), i na »pokojnog Stipu« (Radića). Time Krleža upozorava na prevratničke potencijale u hrvatskom puku.
Roman ima 12 simetrično organiziranih poglavlja. Šesto poglavlje je središte strukture. Prethode mu poglavlja u kojima protagonist čini provokativni iskorak (2), i donosi reakcije sugrađana (3 i 4), s čim su povezana i poglavlja 10 i 11. Poglavlja 7, 8 i 9 vezuje tema zatvora s autorefleksijama i dijalozima. U 12. poglavlju pripovjedač izlazi na slobodu, donosi općenito promišljanje o proteklom zbivanju, i spaja sve optužbe na račun društva u cjelinu.

## Dramska obrada
Prema romanu je 2004. nastala glasovita monodrama "Na rubu pameti", u dramaturškoj obradi, režiji i glumačkoj izvedbi Dragana Despota, prvaka Drame Hrvatskog narodnog kazališta u Zagrebu. Glazbu je skladao Arsen Dedić. Monodrama je iduće godine osvojila gotovo sve istaknutije hrvatske kazališne nagrade, poput Dujšinove nagrade, Nagrade Vladimir Nazor, Nagrade Marul i Nagrade Slobodne Dalmacije na Marulovim danima te Nagrade Fabijan Šovagović na Festivalu glumca. Gostovala u gradovima i na festivalima širom Hrvatske i u inozemstvu.

## Vanjske poveznice
- Dragan Despot: "Na rubu pameti", monodrama, 2004. (YouTube, trajanje 1:04:23)